# Henritermierita
La henritermierita és un mineral de la classe dels silicats, que pertany i dona nom al grup de la henritermierita. Rep el seu nom en honor del geòleg francès Henri François Émile Termier (1897-1989).

## Característiques
La henritermierita és un nesosilicat de fórmula química Ca₃Mn3+
2(SiO₄)₂(OH)₄. Va ser aprovada com a espècie vàlida per l'Associació Mineralògica Internacional l'any 1968. Cristal·litza en el sistema tetragonal. És l'anàleg amb manganès de la holtstamita.
Segons la classificació de Nickel-Strunz, la henritermierita pertany a «9.AD - Nesosilicats sense anions addicionals; cations en [6] i/o major coordinació» juntament amb els següents minerals: larnita, calcio-olivina, merwinita, bredigita, andradita, almandina, calderita, goldmanita, grossulària, hibschita, hidroandradita, katoïta, kimzeyita, knorringita, majorita, morimotoïta, vogesita, schorlomita, spessartina, uvarovita, wadalita, holtstamita, kerimasita, toturita, momoiïta, eltyubyuïta, coffinita, hafnó, torita, thorogummita, zircó, stetindita, huttonita, tombarthita-(Y), eulitina i reidita.

## Formació i jaciments
Va ser descoberta l'any 1968 a la mina Tachgagalt, a la província d'Ouarzazate (Souss-Massa-Draâ, Marroc). També ha estat descrita a la mina Wessels, a Hotazel, i a les mines N'Chwaning I i N'Chwaning II, a Kuruman, totes tres a Sud-àfrica.